# Orbita omoclina

Un'orbita omoclina

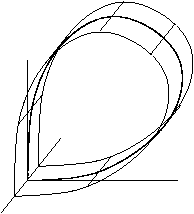
Un'orbita omoclina orientata

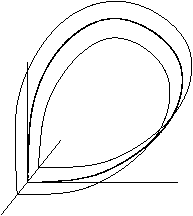
Un'orbita omoclina twistata

In matematica, una orbita omoclina è una traiettoria di un flusso di un sistema dinamico che unisce un punto di equilibrio a sella a se stesso. Più precisamente, una orbita omoclina si trova nell'intersezione della varietà stabile e della varietà instabile di un punto di equilibrio. Orbite omocline e punti omoclinici sono definiti nello stesso modo per le funzioni ricorsive, come intersezione dell'insieme stabile e di quello instabile di un qualche punto fisso o punto periodico del sistema.
Si consideri il sistema dinamico continuo descritto dall'equazione differenziale ordinaria:
{\displaystyle {\dot {x}}=f(x)}
Supponendo che ci sia un punto di equilibrio a {\displaystyle x=x_{0}}, allora una soluzione {\displaystyle \Phi (t)} è una orbita omoclina se:
{\displaystyle \phi (t)\to x_{0}\quad \mathrm {se} \quad t\to \pm \infty }
Se lo spazio delle fasi ha tre o più dimensioni, allora è importante considerare la topologia della varietà instabile del punto di sella. Le figure mostrano questi due casi. La prima, quando la varietà instabile è topologicamente un cilindro e l'orbita omoclina è detta orientata, e la seconda, dove la varietà instabile è topologicamente un Nastro di Möbius, in questo caso l'orbita omoclina è chiamata twistata (twisted).
Si ha anche la nozione di orbita omoclina quando si considera in sistema dinamico discreto. In questo caso, se {\displaystyle f:M\rightarrow M} è un diffeomorfismo della varietà {\displaystyle M}, si dice che {\displaystyle x} è un punto omoclinico se ha stesso passato e futuro - più precisamente se esiste un punto fisso (o periodico) {\displaystyle p} tale che:
{\displaystyle \lim _{n\rightarrow \pm \infty }f^{n}(x)=p}